# 真的真的嗎!
「真的真的嗎!」（まじですかスカ!）是日本的女子偶像組合早安少女組。的第45张单曲。2011年4月6日由zetima发售。

## 概要
- 「真的真的嗎!」是早安少女組。九期成員譜久村聖、生田衣梨奈、鞘師里保和鈴木香音加入後第一張單曲。
- 此單曲有5個版本，分別有「初回生産限定盤A - D」和「CD ONLY」。「初回生産限定盤A - D」收錄了九期成員的訪問和「真的真的嗎!」的PV。
- 在4月18日於公信榜单曲週排行榜取得第5位。

## 收錄内容

### CD（初回生産限定盤A - D, CD ONLY）
CD
1. 真的真的嗎!
（作詞・作曲：淳君 編曲：宅見将典）
2. 想要你更愛我（もっと愛してほしいの）
（作詞・作曲：淳君  編曲：大久保薫）
3. 真的真的嗎!(Instrumental)

### DVD（初回生産限定盤A）
1. 真的真的嗎!（Close-up Ver. type1）
2. 早安少女組。九期成員「譜久村聖」訪問

### DVD（初回生産限定盤B）
1. 真的真的嗎!（Dance Shot Ver. type1）
2. 早安少女組。九期成員「生田衣梨奈」訪問

### DVD（初回生産限定盤C）
1. 真的真的嗎!（Close-up Ver. type2）
2. 早安少女組。九期成員「鞘師里保」訪問

### DVD（初回生産限定盤D）
1. 真的真的嗎!（Dance Shot Ver. type2）
2. 早安少女組。九期成員「鈴木香音」訪問